# カラカスの大学都市
カラカスの大学都市（カラカスのだいがくとし）は、ベネズエラの首都圏、リベルタドル市のベネズエラ中央大学を中心とした学園都市である。2000年、ユネスコの世界遺産（文化遺産）に登録された。

## 概要
カラカスの大学都市は、1940年から1950年代にかけて、建築家のカルロス・ラウール・ビリャヌエバなどの前衛芸術家により設計された。世界遺産登録に関して、カラカスの大学都市は20世紀前半のモダニズムの顕著な例としている。
ベネズエラ中央大学の講堂アウラ・マグナには、アメリカの彫刻家であるアレキサンダー・カルダーの代表作である『雲』がある。

## 主な建築物
- アウラ・マグナ（講堂）
- オリンピック・スタジアム

## 登録基準
この世界遺産は世界遺産登録基準のうち、以下の条件を満たし、登録された（以下の基準は世界遺産センター公表の登録基準からの翻訳、引用である）。
- (1) 人類の創造的才能を表現する傑作。
- (4) 人類の歴史上重要な時代を例証する建築様式、建築物群、技術の集積または景観の優れた例。

## 外部サイト
- ベネズエラ中央大学（スペイン語）